# كليف تاكر
كليف تاكر (12 يناير 1989 بإل باسو في الولايات المتحدة - 28 مايو 2018 في الولايات المتحدة) (بالإنجليزية: Cliff Tucker)‏ هو لاعب كرة سلة أمريكي في مركز مدافع مسدد الهدف. لعب مع Maryland Terrapins ‏.

## وصلات خارجية
- كليف تاكر على موقع كرة السلة الأوروبية.كوم (الإنجليزية)
- كليف تاكر على موقع كلية كرة السلة في سبورتس رفرنس.كوم (الإنجليزية)
- كليف تاكر على موقع ريلجم (الإنجليزية)
- كليف تاكر على موقع بروبوليرز (الإنجليزية)
- كليف تاكر على موقع سبورتس رفرنس (الإنجليزية)